# عملية فراش

عملية فراش:
1 - أنبوب الوسط
2 - بخار ساخن
3 - موقع الاستخراج
4 - الكبريت الذائب والماء
5 - الهواء المضغوط

عملية فراش أو طريقة فراش هي عملية صناعية لاستخراج الكبريت من خاماته وتوضعاته الأرضية، وهي تنسب إلى مخترعها الصناعي هيرمان فراش. كانت عملية فراش العملية الوحيدة لاستخراج الكبريت لفترة طويلة، إلى أن جرى تطوير استحصال الكبريت من النفط والغاز الطبيعي وفق عملية كلاوس.
في عملية فراش يضخ بخار الماء المحمص إلى توضعات الكبريت الرسوبية، مما يؤدي إلى انصهار الكبريت بالشكل الذي يسهل فيه استخراجه من جوف الأرض بشكل نقي نسبياً.